# Кошелев, Иван Никитич
Ива́н Ники́тич Ко́шелев (около 1700—1759) — офицер российского императорского флота, мореплаватель, штурман,  участник Великой Северной экспедиции в составе Обско-Енисейского отряда, во время экспедиции командовал ботом «Обь-Почтальон» и дубель-шлюпкой «Тобол», капитан 2 ранга. После увольнения с флота — воевода Суздаля, надворный советник.

## Биография
Иван Никитич Кошелев родился около 1700 года в Калуге, происходил из дворянского рода Кошелевых.
В 1718 году, после окончания Академии морской гвардии, поступил в службу на флот. В 1722 году произведён в навигаторы, до 1725 году служил на лоц-галиоте под командованием капитана 2 ранга К. Экгова, участвовал в описании Балтийского моря, постановке бакенов и навигационных вех на мелях в Финском заливе. Затем служил на фрегате «Святой Яков», который с 1725 года использовался в качестве пакетбота и поддерживал сообщение между Кронштадтом, Данцигом и Любеком, доставлял пассажиров, грузы и почту. В 1728 году был произведён в подштурманы и переведён на малый корабль «Перл», в том же году на 66-пушечном корабле «Дербент» во главе эскадры вице-адмирала Н. А. Сенявина ходил в Голштинию. 21 апреля (2 мая) 1730 года получил чин штурмана 3 ранга. Летом 1731 года на фрегате «Амстердам-Галей» ходил в Архангельск, в августе вышел в обратный путь, но у мыса Нордкап корабль попал в сильный шторм (были сорваны все паруса и открылась течь, пять человек смыло за борт). Фрегат был вынужден повернуть к Архангельску и остаться там на зимовку. В августе следующего года вернулся в Кронштадт. 9 (20) апреля 1733 года произведён в чин мастера флота (старший штурман). В навигации 1733 года плавал на линейном корабле «Рига». В навигации 1734 года находился в плавании на линейном корабле «Святой Александр», в июне корабль участвовал в осаде Данцига в составе эскадры адмирала Т. Гордона. В 1735 году командовал штурманской ротой в Кронштадте, обучал гардемаринов, состоял в комиссии «по экзаменации штурманов, подштурманов и штурманских учеников».
С января 1736 года вошёл в состав Обско-Енисейского отряда Великой Северной экспедиции, имевшей целью обследовать северное побережье от устья Оби до Енисея. В 1736—1737 годах в Тобольске руководил строительством и до июня 1737 года был командиром бота «Обь-Почтальон». 5 (16) мая 1737 года Кошелев отправился на боте «Обь-Почтальон» из Тобольска по рекам Иртыш и Обь в Обдорск (по другим источникам в село Березово) для продолжения экспедиции. Начальник отряда лейтенант Д. Л. Овцын назначил Кошелева командиром дубель-шлюпки «Тобол», а сам возглавил команду бота «Обь-Почтальон». 29 июля суда экспедиции вышли из Обской губы в Северный Ледовитый океан. У 74°2′ северной широты увидели льды. 16 августа обогнули мыс Матте-Сале и повернули в Енисейскую губу, 31 августа, пройдя через Гыданский залив, достигли устья Енисея, где встретили сухопутную партию экспедиции. Во время плавания члены экспедиции проводили опись побережья и составляли карты новых мест. Перед самым ледоставом Овцын завел бот в устье реки Ангутихи, а Кошелев, шедший несколько позади, нашёл стоянку для дубель-шлюпки в устье реки Денежкиной, где отряд и зазимовал.
Осенью 1739 года Кошелев отправился по указу в Санкт-Петербург с донесением об итогах экспедиции и представил в Адмиралтейств-коллегию обобщённое и сочинённое им «Краткое описание против зее (море) карт от города Тобольска реками Иртышом, Обью, Обским проливом и Северным морем-окияном и рекою Енисеем…».
3 (14) декабря 1741 года Кошелев был произведён в лейтенанты. С 1741 года служил на линейном корабле «Святой Андрей». Участвовал в Русско-шведской войне 1741—1743 годов. В навигации 1742 года корабль в составе эскадры командующего Балтийским флотом вице-адмирала З. Д. Мишукова ходил к острову Гогланд, затем до Гангута. Зимовку встретил в Ревельской эскадре контр-адмирала Я. С. Барша, там в 1743 году распределён на линейный корабль «Азов». В сентябре того же года назначен на корабль «Город Архангельск», на котором принимал участие в практических плаваниях в Финском заливе и Балтийском море в составе эскадр. В 1746 году назначен командиром на лоц-галиот «Лоцман» для плавания в Данциг. В том же году совершил плавание из Кронштадта до Гогланда, командуя пакетботом «Курьер». В 1747 году совершил два плавания из Кронштадта в Любек, командуя пакетботом «Меркуриус».
С 1748 года и до 13 (24) декабря 1751 года служил в канцелярии штаб-офицеров «у сбора подушных денег и адмиралтейской доимки» по Белгородской провинции. Затем находился в резерве. 18 (29) декабря 1753 года уволен с флота в чине капитана 2 ранга и пожалован в надворные советники. В мае-августе 1754 года проводил следствие по делу суздальского воеводы Трубникова. С 20 августа того же года временно исполнял обязанности воеводы, 3 (14) февраля 1755 года назначен воеводой Суздаля. 29 января (9 февраля) 1759 года подал в Правительствующий Сенат челобитную с просьбой о повышении в чине. Челобитная поступила в Сенат 10 (21) января 1760 года, но не была рассмотрена в связи со смертью подателя.